# Unter Brüdern (deutsche Fernsehserie)
Unter Brüdern ist eine deutsche Fernsehserie, die im Jahr 2004 beim Sender RTL ausgestrahlt wurde. Die Serie, welche bereits in den Jahren 2002 und 2003, in ursprünglich zwei einzelnen Staffeln produziert wurde, kam auf 14 Folgen.

## Inhalt
Dreh- und Angelpunkt der Serie sind die Brüder Paul und Richard Schrader, beide Anwälte, die sich eine Kanzlei und die gemeinsame Sekretärin, Sophie, teilen. Konfliktpotential zwischen beiden entsteht nicht nur daraus, dass sich beide nicht nur um die Mandanten streiten, sondern auch beide Interesse an der Staatsanwältin Karin zeigen. Zudem ist Paul geschieden, liebt Ordnung, ist anständig und zurückhaltend, während der noch verheiratete Richard, das genaue Gegenteil, ein lässiger Draufgänger, ist.

## Besetzung
- Heinrich Schafmeister – Paul Schrader
- Michael Brandner – Richard Schrader
- Katharina Schubert – Karin
- Charlotte Bohning – Sophie

## Einschaltquoten
Die erste Folge wurde um 20:45 Uhr bei einer Gesamtzuschaueranzahl von 3,17 Millionen ausgestrahlt. Dies entspricht einem Marktanteil von 10,4 Prozent.

## Episodenliste
| Folge | Titel                       | Datum der Erstausstrahlung |
| ----- | --------------------------- | -------------------------- |
| 1     | In der Falle eines Falles   | 15.09.2004                 |
| 2     | Jugendliebe                 | 22.09.2004                 |
| 3     | Gefangen                    | 29.09.2004                 |
| 4     | Späte Rache                 | 06.10.2004                 |
| 5     | Wahre Werte                 | 13.10.2004                 |
| 6     | Das starke Geschlecht       | 20.10.2004                 |
| 7     | Wann ist ein Mann ein Mann? | 03.11.2004                 |
| 8     | Freunde und Verwandte       | 10.11.2004                 |
| 9     | Seitensprünge               | 17.11.2004                 |
| 10    | Pauls Neue                  | –                          |
| 11    | Wieder allein               | –                          |
| 12    | Geheimes Verlangen          | –                          |
| 13    | Ex und Hopp                 | –                          |
| 14    | Professor Schrader          | –                          |

## Trivia
Heinrich Schafmeister, Michael Brandner und Katharina Schubert zählten bereits zur ursprünglichen Originalbesetzung der RTL-Serie Die Camper und traten hier erneut gemeinsam vor die Kamera.